# ریپابلیکن سیتی (نبراسکا)
ریپابلیکن سیتی(به انگلیسی: Republican City) شهری در ایالت نبراسکا کشور ایالات متحده آمریکا است که جمعیت آن در سرشماری سال ۲۰۱۰ میلادی، ۱۵۰ نفر بوده‌است.